# Nemška književnost
Pod pojmom nemška književnost oziroma književnost v nemškem jeziku razumemo literarna dela, ki so nastala v nemškem jeziku na nemškogovorečih področjih. Pod nemško književnost spadajo tudi zgodovinska, literarnozgodovinska, družboslovna, filozofska in ostala dela, ter dnevniki in pisma, ki imajo posebno literarno vrednost.
Med začetki in konci posameznih literarnih obdobij ni jasnih meja, zato so posamezna obdobja urejena glede na njihov začetek.

## Časovni pregled do leta 1900
Graf je vzet iz knjige Daten deutscher Dichtung (Elisabeth Frenzel,1952). Iz grafa je razvidno, kako se srednjeveška književnost vse do leta 1540 prekriva z renesančno. Od leta 1550 in vse do 1700, je prisotna zgolj baročna književnost. Po letu 1720 pa se na nemških tleh rodi moderna književnost.

## Zgodnji srednji vek (nem. Frühes Mittelalter) (okrog 750-1100)
Književnost zgodnjega srednjega veka se je skoraj popolnoma izgubila, saj se je prenašala le po ustnem izročilu. Zapisovanje znanja je hkrati pomenilo prevod v latinščino. npr. germanski plemenski zakonik (nem. Germanische Stammesrechte). Iz naključnih samostanskih zapisov je možno sklepati, da so obstajale junaške in epske pesnitve, folklorne in ljubezenske pesmi, hvalnice, žalostinke, magični uroki in molitve. Posamezna dela, kot sta Merseburška zagovora (Merseburger Zaubersprüche), ki sta hkrati edini pisni dokaz obstoja poganske vere na nemškogovorečem ozemlju, so se po naključju celo ohranila v samostanskih zapisih. Dragocen dokaz germanske junaške pesnitve je Hildebrandova pesem (nem. Hildebrandslied) iz samostana v Fuldi. Najstarejši starovisokonemški zapisi so glose iz 8. stoletja, ki so služile kot nekakšne opombe v cerkvenih besedilih, ki so bila napisana v latinščini. Literarna zavest pa se je dvigala tudi na podlagi samostanskih ljudskih epskih pesnitev. Ena izmed takih pesnitev je starosaška pesnitev Heliand iz 9. stoletja, ki je napisana v aliteraciji (nem. Stabreim), stari germanski verzni obliki in vsebinsko zajema Kristusov življenjepis po štirih evangelijih. Iz istega časa je tudi verski ep meniha Otfrieda von Weißenburga Knjiga o evangelijih (nem. Evangelienbuch), ki je že napisana v novejši, končni rimi (nem. Endreim) »Endreimu«. Do sredine 11. stoletja je književnost v ljudskem jeziku skoraj popolnoma izumrla. Književnost je prešla v roke bogatih samostanov in škofijskih dvorcev, tako so večinoma nastala religiozna pesniška dela v latinskem jeziku. Redovnica in pesnica Hroswith von Gandersheim je pisala latinske drame. Neznani menih je napisal satirični živalski ep v latinskem jeziku Ecbasis suiusdam captivi.
Latinski pesnitvi Waltharilied in Ruodlieb pa vsebinsko že naznanjata čas viteštva.
Proti koncu 9. stoletja pride do nastanka prvih večjih književnih del, nastanejo različna pesniška besedila, najbolj znani sta dve- Heliand in Evangelijska harmonija, ki deloma črpajo snov iz stroangleške književnosti, deloma pa iz krščanskega izročila. Po koncu 9. stoletja se razvoj nemške književnosti za nekaj časa zaustavi, zaradi hitrega razvoja srednjeveške latinske književnosti.
- Notker III.

## Visoki srednji vek (nem. Hohes Mittelalter) (okrog 1100-1250)
Potem, ko se je zaključila spreobrnitev Germanov v krščansko vero in so dogmatična dognanja Cerkve prerasla v vsesplošno, osebno pobožnost prebivalstva, je nastopila sekularizacija, ki je pod vodstvom Friedericha Barbarose (1152-1190) utrla pot prvemu »klasičnemu« razcvetu nemške književnosti. Pomembno vlogo so igrale križarske vojne, katere so viteze »povzdignile« v »božje vojake«. Izkušnje in znanja, ki so jih pridobili v križarskih vojnah je dodatno pripomorlo k temu, da se je viteštvo »odcepilo« od meščanske samoumevnosti spremejemanja duhovnih moral in vrednot ter postavilo svoja merila za svojo dvorsko družbo.
Te nove kreposti so bile:
froide in hoher mout - Radost in duhovna evforičnost

zuht in mâze - olika, dobra vzgoja in zmernost strasti

êre - zunanji izgled, veljava, dostojnost

triuwe in stæte - zvestoba, poštenost, zanesljivost

milte - darežljivost, velikodušnost materialnih posesti

hohe minne - posebno čaščenje žensk
Razvoj pa je bil neločljivo povezan tudi s prevzemanjem ter adaptacijo iz drugih književnosti, predvsem anglonormanske, provansalske in srednjeveške latinske književnosti. Poleg zunanjih vzpodbud, je na nastanek nemške epike vplivala tudi starogermanska tradicija. Najpomembnejše književno delo iz tega časa je zagotovo Pesem o Nibelungih.
Dvorska književnost ni prikazovala družbene realnosti vsakdana, ampak je postavljala vzorce, po katerih naj bi se dvorski plemiči ravnali. Ta družbeni karatker dvorske književnosti pa je še posebej viden v minnesangu - viteški ljubezenski pesnitvi (nem. Minnesang).
- Der von Kürenberg; znan tudi pod imenom Der Kürenberger
- Dietmar von Aist
- Hartmann von Aue (okoli 1165- † med 1210 in 1220)
- Wolfram von Eschenbach (1160/80- † po 1220)
- Friedrich von Hausen
- Heinrich von Morungen
- Heinrich von dem Türlin
- Neidhart von Reuenthal
- Gottfried von Straßburg († okoli 1215)
- Walther von der Vogelweide (okoli 1170- † okoli 1230)
- Heinrich von Veldeke (1150- okoli 1190 in 1200)

## Pozni srednji vek (nem. Spätes Mittelalter) (okrog 1250-1500)
V tem času je najpomembnejše delo Codex Manesse. To je najobsežnejša in najbolj znana zbirka nemških srednjeveških pesnitev. Okoli leta 1410 izzide didaktično epsko besedilo, avtorja Heinricha Wittenwilerja, z naslovom Obroč (nem. Ring). Leta 1509 pa v Augsburgu izide prvi anonimni prozni roman Fortunatus, ki ne temelji na vnaprej danem viru, kot je to bilo tipično za književnost visokega srednjega veka.
- Oswald von Wolkenstein (roj. okoli 1376-† 1445)
- Heinrich Wittenwiler
- Johannes von Tepl (1350-1414)

## Književnost humanizma in reformacije (nem. Humanismus und Reformation) (okoli 1450-1600)
Nemški avtorji so v tem času posnemali predvsem italijansko renesančno književnost in uvajali antične zglede ter ljudske značilnosti. To je obdobje v katerem se formira nemška narodna zavest, ki se je razvila iz teženj po duhovni prenovi, predvsem zaradi hudih verskih bojev. V času humanizma in reformacije je pisalo nekaj pomembnih nemških piscev, kot so:
- Martin Luther (1483-1546), prevajalec Biblije v nemški jezik
- Hans Sachs (1494-1576)
- Jörg Wickram (od cca 1550- ?)
- Johann Fischart (1546-1590)
- Anton Praetorius (1560-1613), pisal je pod psevdonimom Johannes Scultetus

## Barok (nem. Barock) (okrog 1600-1720)
Barok je prinesel v nemško književnost enoten nemški knjižni jezik, pomeni pa tudi začetek nemške nacionalnosti. Nosilci te kulture so bili dvori, raznih kneževin.
- Andreas Gryphius (1616-1664)
- Hans Jakob Christoffel von Grimmelshausen (1622-1676)
- Daniel Caspar von Lohenstein (1635-1683)
- Martin Opitz (1597-1639)
- Justus Georg Schottelius (1612-1676)
- Angelus Silesius (1624-1677)
- Caspar Ziegler (1621-1690)

## Razsvetljenstvo (nem. Aufklärung) (okrog 1720–1785)
- Matthias Claudius (1740-1815)
- Christian Fürchtegott Gellert (1715-1769)
- Immanuel Kant (1724-1804)
- Friedrich Gottlieb Klopstock (1724-1803)
- Gotthold Ephraim Lessing (1729-1781)
- Georg Christoph Lichtenberg (1742-1799)
- Karl Philipp Moritz (1756-1793)
- Friedrich Nicolai (1733-1811)
- Christoph Martin Wieland (1733-1813)

## Viharništvo (nem. Sturm und Drang) (okrog 1767–1785)
- Johann Georg Hamann (1730–1788)
- Johann Peter Hebel (1760-1826)
- Heinrich Wilhelm von Gerstenberg (1737–1791)
- Christian Friedrich Daniel Schubart (1739–1794)
- Johann Gottfried Herder (1744–1803)
- Gottfried August Bürger (1747–1794)
- Heinrich Leopold Wagner (1747-1779)
- Johann Wolfgang von Goethe (1749–1832)
- Jakob Michael Reinhold Lenz (1751–1792)
- Friedrich Maximilian Klinger (1752–1831)
- Friedrich Schiller (1759–1805)

## Weimarska klasika (nem. Weimarer Klassik) (okrog 1786–1805)
- Christoph Martin Wieland
- Johann Wolfgang von Goethe
- Johann Gottfried Herder
- Friedrich Schiller

## Romantika (nem. Romantik) (okrog 1799-1835)

### Posebneži (Die großen Außenseiter)
Friedrich Hölderin, Jean Paul in Heinrich von Kleist so bili veliki posebneži svojega časa. Na podlagi njihovih del jih ne moremo uvrtsiti v nobeno izmed obdobij nemške književnosti. Ker pa so delovali v času razcveta nemške romantike, jih pogosto omenjamo v sklopu tega obdobja.
- Friedrich Hölderlin (1770-1843)
- Jean Paul (1763-1825)
- Heinrich von Kleist (1777-1811)

V obdobju nemške romantike so se v nemškem prostoru izoblikovala tri središča delovanja. Prvo je bilo v Jeni, drugo v Berlinu in tretje v Heidelbergu.

### Jenska romantika (Jenaer Romantik)
Drugo ime je »zgodnja romantika« (tudi »starejša romantika«). Trajala naj bi med letoma 1795 in 1804. Glavna centra sta bila Jena in Berlin.
Avtorji, ki so delovali na univerzi v Jeni:
- Caroline Schelling (1763-1809)
- August Wilhelm Schlegel (1767-1845)
- Friedrich Schlegel (1772-1829)
- Ludwig Tieck (1773-1853)
- Novalis (Friedrich von Hardenberg) (1772-1801)
- Wilhelm Heinrich Wackenroder (1773–1798)

-

### Berlinska romantika (Berliner Romantik)
Težišče kulturnega delovanja Romantike v Berlinu se je v veliki meri odvijalo v salonih.
- E.T.A. Hoffmann (1776-1822)
- Adalbert von Chamisso (1781-1838)
- Joseph von Eichendorff (1788-1857)
- Friedrich de la Motte Fouqué (1777–1843)

### Heidelberška romantika (Heidelberger Romantik)
Pod tem pojmom mislimo prevdsem na dejstvo, da so omenjeni avtorji študirali na univerzi v Heilderbergu (časovno obdobje nekje med 1804 - 1809). Po večini gre za mlajše avtorje (rojeni okoli 1780), ki imajo do romantikov iz Jenne (rojeni okoli 1770) kritično stališče. Kljub temu pa v veliki večini prevzemajo in nadgrajujejo njihove ideje in koncepte. Imenujemo jih tudi mlajše romantike, h katerim pa štejemo tudi E.T.A. Hoffmanna ter Jospeha von Eichendorffa, vidnejša predstavnika »starejše« romantike.
- Bettina von Arnim (1785-1859)
- Achim von Arnim (1781-1831)
- Jacob Ludwig Karl Grimm (1785-1863)
- Wilhelm Karl Grimm (1786-1859)
- Joseph von Görres (1776-1848)
- Karoline von Günderrode (1780-1806)
- Clemens Brentano (1778-1842)

Zgornjo opredelitev avtorjev lahko v veliki meri razumemo kot teoretično razdelitev avtorjev glede na delovanje. Pomembno je, da pod pojmom Berlinske in Jenske romantike upoštevamo zgodnejše delovanje pesnikov, pisateljev, publicistov itd., in spadajo v čas, ko so se koncepti romantike izoblikovali in so jih kasnejši avtorji »Mlajše romantike« in ostali, ki niso delovali v teh treh središčih, prevzeli in kritično obdelovali. Za zadnjega »romantika« velja Heinrich Heine, ki jo je s svojim delovanjem presegel in že močno nakazal pričetek Predmarčne (nem. Vormärz) dobe.
- Wilhelm Hauff (pesnik, pisatelj)
- Ernst Moritz Arndt (pisatelj, pesnik)
- Heinrich Heine (pesnik, pisatelj)
- August Ferdinand Bernhardi (jezikoslovec, pisatelj)
- Sophie Mereau (pisateljica, pesnica)
- Ernst Schulze (pesnik)
- Gustav Schwab (pisatelj, pesnik)
- Ludwig Uhland (1787-1862)
- Rahel Varnhagen (pisateljica)
- Dorothea Veit (literaturna kritičarka, pisateljica)
- Wilhelm Heinrich Wackenroder (pisatelj)
- Zacharias Werner (dramatik)
- Karl Friedrich Gottlob Wetzel (pisatelj)

## Bidermajer (nem. Biedermeier) (1815–1848)
- Willibald Alexis (1798-1871)
- Annette von Droste-Hülshoff (1797-1848)
- Jeremias Gotthelf (1797-1854)
- Franz Grillparzer (1791-1872)
- Carl Leberecht Immermann (1796-1840)
- Nikolaus Lenau (1802-1850)
- Hermann Kurz (1813-1873)
- Eduard Mörike (1804-1875)
- Johann Nestroy (1801-1862)
- August von Platen-Hallermünde (1796-1835)
- Ferdinand Raimund (1790-1836)
- Friedrich Rückert (1788-1866)
- Adalbert Stifter (1805-1868)
- Carl Weisflog (1770-1828)

## Predmarčna doba (nem. Vormärz) (1815-1848) in Mlada Nemčija (nem. Junges Deutschland) (1833-1848)
Predmarčno dobo bi lahko časovno opredelili med letoma 1815 (konec Dunajskega kongresa) in 1848 (Marčna revolucija oz. Pomlad narodov). Nekateri pa kot pričetek Predmarčne dobe upoštevajo Julijsko revolucijo v Franciji iz leta 1830. Pogosto se predmarčna literatura obravnava v sklopu bidermajerske literature.
Poleti leta 1833, je Ludolf Wienbarg v Kielu z besedami: Tebi, mlada Nemčija, ne stari, posvečam te govore (nem. Dir, junges Deutschland, widme ich diese Reden, nicht dem alten) odprl predavanje (od skupno 24.) z naslovom Estetična predavanja (nem. Ästetische Vorlesungen). S temi besedami se je pričelo obdobje imenovano Mlada Nemčija, ki je že leta 1835 v Zveznem parlamentu (nem. Bundestag) v Frankfurtu doživelo prepoved delovanja. V omenjeno literano obdobje so spadali avtorji, kot so Heinrich Heine, Heinrich Laube, Karl Gutzkow, Ludolf Weinbarg, Theodor Mundt, idr...
- Bettina von Arnim (1785–1859)
- Ludwig Börne (1786–1837)
- Georg Büchner (1813–1837)
- Ferdinand Freiligrath (1810–1876)
- Christian Dietrich Grabbe (1801-1836)
- Karl Gutzkow (1811-1878)
- Heinrich Heine (1797–1856)
- Georg Herwegh (1817–1875)
- August Heinrich Hoffmann von Fallersleben (1798-1874)
- Heinrich Laube (1806-1884)
- Fanny Lewald (1811-1889)
- Ludolf Wienbarg (1802-1872)

## Realizem (nem. Realismus 1840–1897)
Nemški literalni Realizem je bil v nemškem prostoru znan tudi kot Meščanski realizem in Poetični realizem. V tem obdobju avtorji večinoma opisujejo lokalne teme, lokalno pokrajino in ljudi. Središče zanimanja avtorjev so ljudje posamezniki- individualisti. Veliko del je napisanih lirično, prepletena so z humorjem, avtorji držijo nekakšno distanco od resničnosti in tragičnih tem. V tem obdobju so nastopili avtorji kot so:
- Friedrich Engels (filozof, 1820-1895)
- Gustav Freytag (1816-1895)
- Theodor Fontane (1819-1898)
- Jeremias Gotthelf (1797-1854)
- Friedrich Hebbel (1813-1863)
- Gottfried Keller (1819-1890)
- Karl Marx (filozof, 1818-1883)
- Conrad Ferdinand Meyer (1825-1898)
- Friedrich Wilhelm Nietzsche (filozof, 1844-1900)
- Wilhelm Raabe (1831-1910)
- Theodor Storm (1817-1888)
- Bertha von Suttner (nobelova nagrajenka za mir, pisateljica 1843-1914)

## Naturalizem (nem. Naturalismus) (1880–1900)
Obdobje zadnjih dveh desetletij 19.stoletja je v nemški književnosti zaznamovala nova umetniška smer naturalizem. Pesniki in pisatelji tega obdobja nočejo narediti nobenega pogleda nazaj, nobene omejitve nočejo imeti z »dobrim meščanskim okusom«. Avtorji prinesejo v književnost jezik z ulice, dialekt, žargon. Okolje opisujejo še veliko bolj grobo kot realisti. Namesto individualista začne v književnost vstopati družba (kolektiv). Najbolj znani avtorji tega obdobja so bili:
- Max Bernstein (1854–1925)
- Hedwig Dohm (1831–1919)
- Max Halbe (1865–1944)
- Carl Hauptmann (1858–1921)
- Gerhart Hauptmann (1862-1946)
- Peter Hille (1854–1904)
- Arno Holz (1863-1929)
- Johannes Schlaf (1862-1941)
- Clara Viebig (1860–1952)
- Frank Wedekind (1864-1918)

## Impresionizem in Simbolizem (nem. Impressionismus und Symbolismus) (1883-1923)
Simbolizem je umetniška smer, ki je v 19.stoletju najprej nastopila v Franciji, njegovi začetniki so bili pesniki Stephane Mallarmé, Charles Baudelaire in Arthur Rimbaud. To smer so v nemški književnosti prevzeli sledeči avtorji:
- Detlev von Liliencron (1844-1909)
- Richard Dehmel (1863-1920)
- Stefan George (1868-1933)
- Hugo von Hofmannsthal (1874-1929)
- Rainer Maria Rilke (1875-1926)
- Arthur Schnitzler (1862-1931)
- Georg Trakl (1887–1914)

## Moderna (Moderne Epik)
Vzporedno s tokovi, ki so nasprotovali tradiciji, so nastala dela, ki so stare oblike povzemala in jih razvijala.
Omenimo lahko sledeče avtorje:
- Rainer Maria Rilke; Zapiski Malteja Lauridsa Briggeja (Die Aufzeichnungen des Malte Laurids Brigge, 1910; slo.2006)
- Heinrich Mann
- Thomas Mann (1875-1955)
- Rosa Mayreder (1858-1938)
- Hermann Broch
- Robert Musil (1880-1942)
- Franz Kafka (1883-1924)
- Hermann Hesse (1877-1962)

## Ekspresionizem (nem. Expressionismus) (1910-1925)
Pojem ekspresionizem izvira iz slikarstva. Prvič so ga uporabili leta 1911 za mlade francoske umetnike 22. Berlinske Secesije, med katerimi sta bila tudi slikarja Braque in Picasso. Njihovo nagnjenje k pretiravanju v obliki, gestiki, barvitosti ter protinaturalistični deformaciji celostne zunanje podobe, je našlo svojo korelacijo (povezanost) tudi v nemški literaturi. Značilnost ekspresionistične izraznosti je podrejanje objektivnosti subjektivnemu doživljanju umetnika - v nasprotju z impresionizmom, ekspresionisti niso bili več zavezani upodabljanju niansirnih vtisov okolice, temveč so se osredotočali na izražanje svojega notranjega sveta.

### Dramatiki
- Carl Sternheim (1878-1942)
- Ernst Toller (1893–1939)
- Georg Kaiser (1878–1945)
- Frank Wedekind (1864-1918)

### Liriki
- Gottfried Benn (1886–1956)
- Georg Heym (1887–1912)
- Jakob van Hoddis (1887–1942)
- Else Lasker-Schüler (1869–1945)
- Oskar Loerke (1894-1941)
- Ernst Stadler (1883–1914)
- August Stramm (1874–1915)
- Georg Trakl (1887–1914)
- Franz Werfel (1890–1945)
- Paul Zech (1881–1946)

### Pripoved, roman in esej
Večina spodaj omenjenih avtorjev, je pod vplivi ekpresionizma napisalo nekaj svojih najpomembnejših del, kasneje, pa so se od te smeri oddaljili.
- Gottfried Benn (1886-1956)
- Alfred Döblin (1878-1957)
- Erich Kästner (1899–1974)
- Thomas Mann (1875–1955)
- Heinrich Mann (1871-1950)
- Kurt Tucholsky (1890-1935)
- Max Frisch (1911–1991)
- Franz Kafka (1883–1924)
- Wolfgang Borchert (1921–1947)
- Friedrich Dürrenmatt (1921–1990)
- Lou Andreas-Salomé (1861-1937)
- Stefan Zweig (1881-1942)
- Bertolt Brecht (1898–1956)

dramatik je nastopil s svojimi gledališkimi deli v katerih se je estetsko naslonil na ekspresionizem, duhovno pa na marksizem. Klasične gledališke učinke je nadomestil s konceptom epskega gledališča, tako da je z epskimi prizori in komentarji razbijal odrsko iluzijo in skušal gledalca socialno in moralno vzgajati.

## Nova stvarnost (nem. Neue Sachlichkeit)
Tako kot Impresionizem in Ekspesionizem tudi pojem Nova stvarnost (nem. Neue Sachlichkeit) izvira iz slikarstva. Leta 1925 se je prvič pojavil kot naslov razstave v Mannheimu. Konec prve svetovne vojne je s seboj prinesel tudi svojevrstno streznitev, nov pogled, novo stvarnost. Literatura Nove stvarnosti, črpa svojo podstat vse od magičnega pa tja do socialnega realizma. Avtorji so v svojih delih povečini objektivno usmerjeni. Okolica je prikazana realno ter stvarno, kot refleksija vsakdanjih problemov. Priljubljena tematika je bila posledica prve svetovne vojne, gospodarske inflacije, ter socialne, politnične in gospodarske realnosti Weimarske Nemčije.
- Bertolt Brecht (1898–1956)
- Vicki Baum
- Hans Fallada
- Lion Feuchtwanger
- Marieluise Fleißer
- Walter Hasenclever
- Hermann Hesse
- Ödön von Horváth
- Erich Kästner
- Hermann Kesten
- Irmgard Keun
- Oskar Loerke (1894-1941)
- Heinrich Mann
- Walter Mehring
- Erich Maria Remarque
- Ludwig Renn
- Joseph Roth (1894-1939)
- Anna Seghers
- Gabriele Tergit
- Kurt Tucholsky
- Adolf Uzarski
- Carl Zuckmayer (1896-1977)
- Alfred Döblin
- Mascha Kaléko

## Nacionalsocializem in eksilna literatura (nem. Nationalsozialismus und Exilliteratur) (1933-1945)
Obdobje nacionalsocializma v Nemčiji ni prineslo nobenega omembe vrednega avtorja. Dela so bila po večini epigonsko usmerjena, kjer so se pogosto uporabljali stavki, teorije in misli različnih nemških zgodovinarjev in filozofov (prim. Nietzsche, Spengler), ter se naslanjala predvsem na miselno dediščino wilhelminskega obdobja. Značilna so tematiziranja ideologije krvi in tal (nem. Blut und Boden) in herojske pesnitve germanskih junakov. Nobeno delo pa ne doseže literarne vrednosti. Avtorji, ki so se uprli ideologiji nacionalsocializma, so bili s strani oblasti pogosto zaprti, izgnani ali pa umorjeni.
Ogromno število avtorjev je odšlo v eksil (izgnanstvo), ki pa so v izgnanstvu pogosto imeli težave zaradi svoje nacionalne pripadnosti (izjemi Thomas Mann in Hermann Hesse, ki se je že leta 1923 odselil v Švico). Bertold Brecht, se je mogel zaradi svojega delovanja zagovarjati pred sodiščem. Po vrnitvi v domovino je veliko avtorjev utonilo v pozabo.
- Bertold Brecht (1898–1956)
- Alfred Döblin (1878-1957)
- Irmgard Keun (1905-1982)
- Thomas Mann (1875–1955)
- Heinrich Mann (1871-1950)
- Robert Musil (1880–1942)
- Joseph Roth (1894-1939)
- Anna Seghers (1900-1983)
- Hans-Ulrich Rudel (1916-1982)
- Franz Werfel (1890–1945)
- Carl Zuckmayer (1896-1977)
- Delovanje mnogih pesnikov in pisateljev je bilo onemogočeno zaradi seznama prepovedanih avtorjev v času nacionalsocializma.

## Književnost po letu 1945 (nem. Literatur nach 1945)
Obdobje po letu 1945 je bilo za nemško književnost najtežje obdobje v njeni zgodovini. Nemška literatura je pristala na absolutni ničli svojega delovanja. Leta 1949 se ustanovita Nemška demokratična republika - NDR (nem. Deutsche Demokratische Republik, krajše DDR) ter Zvezna republika Nemčija - ZRN, imenovana tudi Zahodna Nemčija (nem. Bundesrepublik Deutschland, krajše BRD).

### Književnost Zvezne republike Nemčije (BRD)
ZRN je v naslednjih 14 letih vladavine Konrada Adenauerja, bila pod vplivom obnove, ponovne oborožitve ter restavriranja.
- Alfred Andersch (1914-1980)
- Heinrich Böll (1917-1985)
- Ingeborg Bachmann (1926-1973)
- Gottfried Benn (1886-1956)
- Rolf Dieter Brinkmann (1940-1975)
- Paul Celan (1920-1970)
- Günter Eich (1907-1972)
- Michael Ende (1929-1995)
- Hans Magnus Enzensberger (*1929- )
- Erich Fried (1921-1988)
- Günter Grass (*1927- )
- Durs Grünbein (*1962- )
- Helmut Heißenbüttel (1921-1996)
- Ulla Hahn (*1946- )
- Rolf Hochhuth (*1931- )
- Uwe Johnson (1934-1984)
- Erich Kästner (1899-1974)
- Wolfgang Koeppen (1906-1996)
- Siegfried Lenz (*1926- )
- Wilhelm Lehmann (1882-1968)
- Arno Schmidt (1914-1979)
- Botho Strauß (*1944- )
- Martin Walser (*1927- )
- Peter Weiss (1916-1982)
- Ror Wolf (*1932- )

### Književnost Nemške demokratične republike (DDR)
Književnost Nemške demokratične republike ali DDR je nastala po ustanovitvi Ministrstva za kulturo (Ministeriums für Kultur der DDR), ki se je prizadevalo ustvariti novo nemško književnost na temeljih sociorealizma. Za vzpodbuditev pisateljev je ministrstvo ustanovilo posebno nagrado za književnost- Heinrich-Heine-Preis, katero je podeljevalo od leta 1957 do 1990. Nagrade za književno delo so v tem času prejeli sledeči pesniki in pisatelji:
- 1957 Karl Schnog in Walther Victor,
- 1958 Bruno Kaiser in Max Zimmering,
- 1959 Wieland Herzfelde in Walter Stranka,
- 1960 Lothar Kusche in Gerd Semmer,
- 1961 Peter Edel in Armin Müller,
- 1962 Hermann Kant in Paul Wiens,
- 1963 Heinz Kahlau in Vladimir Pozner,
- 1964 Günther Deicke in Hugo Huppert,
- 1965 Heinz Knobloch in Walter Werner,
- 1966 Bruno Frei in Helmut Preiβler,
- 1967 Günther Cwojdrak in Jens Gerlach,
- 1968 Uwe Berger in Inge von Wangenheim,
- 1969 Helmut Hauptmann in Jo Schulz,
- 1970 Rolf Recknagel in Manfred Streubel,
- 1971 Volker Braun in Werner Neubert,
- 1972 Stephan Hermlin in Hans Kaufmann,
- 1973 Sarah Kirsch in Gerhard Holtz-Baumert,
- 1974 Richard Christ in Kito Lorenz in Reinhard Weisbach,
- 1975 Irmtraud Morgner in Eva Strittmatter,
- 1976 Dieter Süverkrüp,
- 1977 Heinz Czechowski,
- 1978 Egon Richter,
- 1979 Jürgen Rennert,
- 1980 ?
- 1981 ?
- 1982 John Erpenbeck,
- 1983 Daniil Granin,
- 1984 Bernt Engelmann,
- 1985 Peter Gosse,
- 1986 ?
- 1987 Luise Rinser,
- 1988 Peter Rühmkorf,
- 1989 ?
- 1990 Hans-Eckardt Wenzel.

## Sodobna nemška književnost (nem. Deutschsprachige Literatur der Gegenwart)
- Ilse Aichinger (*1921- )
- Thomas Bernhard (1931-1981)
- Thomas Brussig
- Marcel Beyer
- Elias Canetti (pisatelj, dobitnik nobelove nagrade za književnost) (1905-1994)
- Veza Canetti
- Dietmar Dath
- Andreas Eschbach
- Erich Fried (1921-1988)
- Karl-Markus Gauß
- Durs Grünbein
- Peter Handke (*1942- )
- Rolf Hochhuth (*1931- )
- Elfriede Jelinek (dobitnica nobelove nagrade za književnost) (*1946- )
- Ulrich Karger
- Daniel Kehlmann
- Sarah Kirsch (*1935- )
- Thomas Kling
- Uwe Kolbe
- Siegfried Lenz (*1926-)
- Erich Loest
- Monika Maron
- Terézia Mora
- Martin Mosebach
- Herta Müller
- Albert Ostermaier
- Ulrich Peltzer
- Moritz Rinke
- Frank Schätzing
- Peter Schmidt
- Ingo Schulze
- Roland Schimmelpfennig
- Botho Strauß (*1944 -)
- Ulrike Schweikert (*1966 -)
- Bernhard Sclink (*1944 -)
- Uwe Tellkamp
- Martin Walser (*1927 -)
- Christa Wolf
- Juli Zeh

## Dobitniki Nobelove nagrade
Nobelova nagrada na področju književnosti je bila nemško govorečim avtorjem podeljena trinajstkrat. Več nagrad so prejeli le francosko in angleško govoreči avtorji.
- 1902 Theodor Mommsen
- 1908 Rudolf Christoph Eucken
- 1910 Paul Heyse
- 1912 Gerhart Hauptmann
- 1919 Carl Spitteler
- 1929 Thomas Mann
- 1946 Hermann Hesse
- 1966 Nelly Sachs
- 1972 Heinrich Böll
- 1981 Elias Canetti
- 1999 Günter Grass
- 2004 Elfriede Jelinek
- 2009 Herta Müller